# Telmatoscopus ambiguus
Telmatoscopus ambiguus és una espècie d'insecte dípter pertanyent a la família dels psicòdids que es troba a Europa: les illes Britàniques (incloent-hi Essex), França, Bèlgica i Dinamarca.